# William Roberts Clark
William Roberts Clark (* 17. September 1962) ist ein US-amerikanischer Politikwissenschaftler, der als Professor an der Texas A&M University in College Station forscht und lehrt. Sein Fachgebiet ist die Vergleichende Politikwissenschaft mit besonderem Augenmerk auf Wirtschaftspolitik. Seit 2022 amtiert er als Präsident der European Political Science Association (EPSA).

## Leben
Clark machte 1988 einen Bachelor-Abschluss am William Paterson College in Wayne (New Jersey) und legte 1991 das Master-Examen an der Rutgers University ab. Dort wurde er 1994 auch zum Ph.D. promoviert. Am Georgia Institute of Technology (1994–1998) und an der New York University ((NYU)) (1998–2003) war er Assistant Professor und an der NYU auch noch ein Jahr Associate Professor. In dieser Position ging er an die University of Michigan, wo er ab 2010 Full Professor für Politikwissenschaft war. Seit 2014 ist er Charles Puryear Professor of Liberal Arts an der Texas A&M University. Bereits seit 2006 ist er zudem Non-Resident Fellow am Institute for the Study of Religion der Baylor University. 2019 und 2022 war er jeweils im Frühjahr Gastprofessor an der Harvard University.
In seinen Forschungen untersuchte er den Einfluss von Geldpolitik der Zentralbanken auf politische Entwicklungen und wahlpolitische Entscheidungen. Er untersuchte auch politische Ökonomie der Religion, dabei gewann er Erklärungen dafür, warum einige protestantische Kirchen in den Vereinigten Staaten wachsen, während andere seit Jahrzehnten rückläufig sind.

## Schriften (Auswahl)
- Mit Matt Golder: An introduction to interaction models. Cambridge University Press, New York 2023, ISBN 978-1-108-41671-9.
- Mit Matt Golder und Sona Nadenichek Golder: Principles of comparative politics. 2. Auflage,  CQ Press, Washington D.C. 2013, ISBN 978-1-60871-679-1.
- Capitalism, not globalism. Capital mobility, central bank independence, and the political control of the economy.  University of Michigan Press, Ann Arbor 2003, ISBN 0-472-11293-7.